# Nutzungsdaten
Nutzungsdaten sind Daten, die Telemedien von ihren Nutzern für Zwecke der Abrechnung sammeln.

## Allgemeines
Telekommunikationsunternehmen dürfen bestimmte personenbezogene Daten und Nutzungsdaten (technische Daten) von ihren Nutzern sammeln und speichern. Sie dürfen personenbezogene Daten zur Bereitstellung von Telemedien nur erheben und verwenden, soweit das Telemediengesetz (TMG) oder eine andere Rechtsvorschrift, die sich ausdrücklich auf Telemedien bezieht, dies erlaubt oder der Nutzer eingewilligt hat. Nutzungsdaten müssen – entsprechend den Vorgaben des Datenschutzes – quantitativ erfasst werden, um individuelle Abrechnungen sicherzustellen.

## Datenschutz
Die Nutzungsdaten gehören generell zu den Daten, die dem Datenschutz des § 1 Abs. 4 BDSG unterliegen. Nutzungsdaten sind personenbezogene Daten im Sinne von Art. 4 Nr. 1  Datenschutz-Grundverordnung (DSG-VO), die den in Art. 5 DSG-VO aufgezählten Grundsätzen entsprechend verarbeitet und verwendet werden müssen.

## Löschung
Die Speicherfrist beträgt generell 80 Tage. Die Nutzungsdaten werden nur solange gespeichert, wie sie für die Abrechnung erforderlich sind. Bei einer Flatrate ohne Einzelverbindungsnachweis werden die Daten im Regelfall sofort und maximal nach sieben Tagen gelöscht. Nachrichten wie SMS und MMS oder die Sprachnachrichten bei Anrufbeantwortern werden solange zwischengespeichert, bis der Nutzer diese Daten abruft oder löscht.